# Гантерс-Крік (Флорида)
Гантерс-Крік (англ. Hunter's Creek) — переписна місцевість (CDP) в США, в окрузі Орандж штату Флорида. Населення — 24 433 особи (2020).

## Географія
Гантерс-Крік розташований за координатами 28°21′30″ пн. ш. 81°25′32″ зх. д. / 28.35833° пн. ш. 81.42556° зх. д. (28.358375, -81.425694).  За даними Бюро перепису населення США в 2010 році переписна місцевість мала площу 9,93 км², з яких 9,92 км² — суходіл та 0,01 км² — водойми. В 2017 році площа становила 18,29 км², з яких 18,26 км² — суходіл та 0,03 км² — водойми.

## Демографія
Згідно з переписом 2010 року, у переписній місцевості мешкала 14 321 особа в 5529 домогосподарствах у складі 3757 родин. Густота населення становила 1443 особи/км².  Було 6396 помешкань (644/км²).
Расовий склад населення:
| - 72,9 % — білих - 7,6 % — чорних або афроамериканців - 6,8 % — азіатів - 0,3 % — вихідців з тихоокеанських островів - 0,3 % — корінних американців - 8,4 % — осіб інших рас |

До двох чи більше рас належало 3,6 %. Частка іспаномовних становила 35,6 % від усіх жителів.
За віковим діапазоном населення розподілялося таким чином: 22,8 % — особи молодші 18 років, 69,2 % — особи у віці 18—64 років, 8,0 % — особи у віці 65 років та старші. Медіана віку мешканця становила 34,4 року. На 100 осіб жіночої статі у переписній місцевості припадало 93,4 чоловіків;  на 100 жінок у віці від 18 років та старших — 89,7 чоловіків також старших 18 років.
Середній дохід на одне домашнє господарство  становив 73 882 долари США (медіана — 60 648), а середній дохід на одну сім'ю — 83 404 долари (медіана — 68 505). Медіана доходів становила 50 043 долари для чоловіків та 39 548 доларів для жінок. За межею бідності перебувало 9,1 % осіб, у тому числі 12,4 % дітей у віці до 18 років та 5,8 % осіб у віці 65 років та старших.
Цивільне працевлаштоване населення становило 11 871 особа. Основні галузі зайнятості: мистецтво, розваги та відпочинок — 23,8 %, освіта, охорона здоров'я та соціальна допомога — 16,9 %, роздрібна торгівля — 15,0 %, науковці, спеціалісти, менеджери — 13,4 %.